# ウィリアム・アスター (初代アスター子爵)

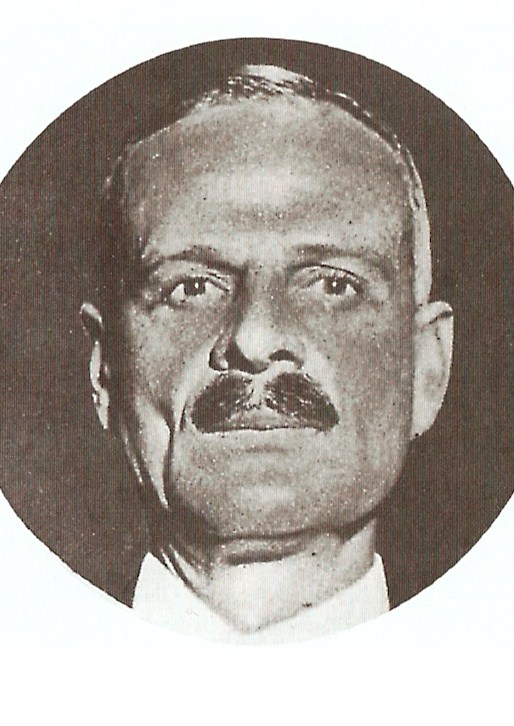
初代アスター子爵ウィリアム・アスター

初代アスター子爵ウィリアム・ウォルドーフ・"ウィリー"・アスター（英語: William Waldorf "Willy" Astor, 1st Viscount Astor、1848年3月31日 - 1919年10月18日）は、アメリカ・イギリスの実業家、政治家、外交官、貴族。アメリカの財閥アスター家の一族。

## 経歴
1848年3月31日にアメリカ合衆国・ニューヨークに生まれる。父はジョン・ジェイコブ・アスター3世。母はシャーロッテ・オーガスタ・アスター（旧姓ギブス）(Charlotte Augusta Gibbes)。
コロンビア大学を卒業し、1875年にアメリカの弁護士資格を取得。1878年にニューヨーク州議会下院議員に選出され、ついで1881年にはニューヨーク州議会上院議員に選出された。1882年から1885年にかけてはイタリア駐在の米国公使 (Minister) を務めた。
1890年に父が死去するとアスター家の家長となり、1億ドルともいわれる遺産を相続したが、同年にイギリスへ移住した。1893年には『ペル・メル・ガゼット』と『ペル・メル・マガジン』の所有者となった。同年、ウォルドルフ＝アストリアの前身の一つとなる「ウォルドルフ・ホテル」をマンハッタンに建設。
1899年7月1日に帰化してイギリス臣民となる。慈善事業や大学への巨額の寄付を行った功績で、1916年1月26日には連合王国貴族爵位カウンティ・オブ・ケントにおけるヒーヴァー城のアスター男爵(Baron Astor, of Hever Castle in the County of Kent)、1917年6月23日には連合王国貴族爵位カウンティ・オブ・ケントにおけるヒーヴァー城のアスター子爵(Viscount Astor, of Hever Castle in the County of Kent)に叙せられた。
1919年10月18日にサセックス・ブライトンで死去した。爵位は長男のウォルドーフ・アスターが継承した。

## 家族
1878年6月6日にジェイムズ・ウィリアム・ポール(James William Paul,)の娘メアリー・ダルグレン・ポール(Mary Dahlgren Paul, 生年不詳-1894)と結婚。彼女との間に以下の5子を儲ける。
- 第1子(長男)ウォルドーフ・アスター (Waldorf Astor, 1879-1952) - 第2代アスター子爵を継承
- 第2子(長女)ポーリン・アスター（ドイツ語版） (Pauline Astor, 1880-1972) - ハーバート・スペンダー＝クレイ（英語版）と結婚
- 第3子(次男)ジョン・ルドルフ・アスター (John Rudolf Astor, 1881)
- 第4子(三男)ジョン・ジェイコブ・アスター (John Jacob Astor, 1886-1971) - ヒーヴァーの初代アスター男爵に叙せられる
- 第5子(次女)グウェンドリン・イーニッド・アスター (Gwendolyn Enid Astor, 1889-1902)